# Рашпыли
Рашпыли — хутор в Калининском районе Краснодарского края. Входит в состав Джумайловского сельского поселения.

## Население
| 2002 | 2010 |
| ---- | ---- |
| 52   | →52  |

## Улицы
- ул. Выгонная.